# Le chien et la pipe
Le chien et la pipe è un cortometraggio del 1902 diretto da Ferdinand Zecca.

## Trama
In una carrozza ferroviaria, un signore tutto solo non è per niente contento di avere una signora con un cane seduto nella sua carrozza. L'uomo ha una grossa pipa e fuma furiosamente nonostante le proteste della signora che quasi soffoca. La signora, infuriata, tira fuori la pipa dalla bocca del signore e la butta fuori dalla finestra. Il signore si alza, prende il cane e butta fuori anche lui. La signora quasi svenuta tira l'allarme ed il treno si ferma, ma una volta usciti trovano il cane con la pipa in bocca.